# Naďa Urbánková
Naďa Urbánková (ur. 30 czerwca 1939 w Novej Pace jako Naděžda Balabánová, zm. 3 lutego 2023) – czeska aktorka i wokalistka.
Po ukończeniu w 1957 roku szkoły medycznej przez dwa lata pracowała jako dyplomowana pielęgniarka. Jako aktorka zadebiutowała w 1959 roku w teatrze w Pardubicach. W 1964 roku zauważył ją reżyser Ján Roháč i zatrudnił w obsadzie filmu Gdyby tysiąc klarnetów. Następnie występowała na scenach Pragi oraz w filmach kinowych i telewizyjnych. Poza karierą aktorską odnosiła sukcesy jako wokalistka, wielokrotnie zdobywając pierwsze miejsce w plebiscycie muzycznym Zlatý slavík.
W późniejszych latach zajęła się prowadzeniem programów radiowych i telewizyjnych.

## Wybrana filmografia
- 1965: Gdyby tysiąc klarnetów (Kdyby tisíc klarinetů) – jako pensjonarka
- 1966: Zbrodnia w żeńskiej szkole (Zločin v dívčí škole) – jako Alena Pešková
- 1966: Pociągi pod specjalnym nadzorem (Ostře sledované vlaky) – jako Viktoria Freie
- 1969: Skowronki na uwięzi (Skřivánci na niti) – jako Lenka
- 1972: Śmierć wybiera (Smrt si vybírá) – partie wokalne
- 1975: Piosenka za koronę (Romance za korunu) – cameo, partie wokalne
- 1976: Na skraju lasu (Na samotě u lesa) – jako Zvonová
- 1978: Czekanie na deszcz (Čekání na déšť) – partie wokalne
- 1982: Jak świat traci poetów (Jak svět přichází o básníky) – partie wokalne
- 2008: Butelki zwrotne (Vratné lahve) – partie wokalne